# Jessica Lange
Jessica Phyllis Lange, född 20 april 1949 i Cloquet, Minnesota, är en amerikansk skådespelare. 
Lange debuterade på film 1976 i Dino De Laurentiis nyinspelning av King Kong. Hon har därefter bland annat medverkat i Tootsie (1982), Frances (1982), Vredens mark (1984), Music Box – skuggor ur det förflutna (1989), Grey Gardens (2009) och skräckserien American Horror Story (2011–2015, 2018). Lange har belönats med en Oscar vid två tillfällen, för bästa kvinnliga biroll i Tootsie (1982) och bästa kvinnliga huvudroll i Blue Sky (1994). Hon har även vunnit ett flertal Emmy Awards och Golden Globe.
Jessica Lange föddes i Cloquet i Minnesota 1949. Hennes far, Albert John Lange (1913–1989), arbetade som lärare och försäljare och hennes mor, Dorothy Florence Sahlman (1913–1998) var hemmafru. Hon var det tredje av fyra barn, hade två äldre systrar och en yngre bror. Släkten på hennes mors sida kommer från Finland, medan faderns sida härstammar från Tyskland och Nederländerna.
Mellan 1982 och 2009 var hon sambo med Sam Shepard och har med honom en son och en dotter. I ett tidigare förhållande med den ryske balettdansören Michail Barysjnikov har hon ytterligare en dotter.

## Filmografi i urval
- 1976 – King Kong
- 1979 – Showtime (All That Jazz)
- 1981 – Postmannen ringer alltid två gånger
- 1982 – Tootsie
- 1982 – Frances
- 1984 – Vredens mark
- 1986 – Sweet Dreams
- 1988 – Dagar i skugga
- 1988 – För kärleks skull
- 1989 – Music Box – skuggor ur det förflutna
- 1989 – Livet går vidare
- 1991 – Cape Fear
- 1992 – Natten och staden
- 1994 – Blue Sky
- 1995 – Rob Roy
- 1995 – Losing Isaiah
- 1995 – Linje Lusta (TV-film)
- 1997 – Tusen tunnland
- 1998 – Blodsband
- 1998 – Kusin Bette
- 2001 – Prozac Nation
- 2003 – Big Fish
- 2003 – Masked and Anonymous
- 2005 – Broken Flowers
- 2005 – Don't Come Knocking
- 2007 – Sybil
- 2009 – Grey Gardens
- 2012 – Älska mig igen
- 2011–2015 – American Horror Story (TV-serie)